# Le Bel homme du 900
Pour plus de détails, voir Fiche technique et Distribution.
Le Bel homme du 900 (titre original : Un guapo del '900) est un film argentin réalisé par Leopoldo Torre Nilsson et sorti en 1960.

## Synopsis
Au début du XXe siècle, en Argentine, le docteur Garay est un leader politique. Son garde-du-corps, Ecuménico, lui voue une admiration exceptionnelle. Pourtant, l'épouse du docteur le trompe avec Ordoñez, son adversaire politique, et celui-ci n'est qu'un goujat aux apparences d'homme du monde. Quant au médecin, il n'est qu'une potiche et un mari aveuglé. Toutes les valeurs d'Ecuménico sont alors bouleversées. Afin de sauver l'honneur du couple, il poignarde Ordoñez...

## Fiche technique
- Titre du film : Le Bel homme du 900
- Titre original : Un guapo del '900
- Titre alternatif : Un dur de 1900
- Réalisation : Leopoldo Torre Nilsson
- Scénario : L. Torre Nilsson et Samuel Eichelbaum (es), d'après sa pièce de théâtre homonyme.
- Photographie : Ricardo Younis - Noir et blanc
- Musique : Atilio Stampone
- Montage : Jorge Garate
- Décors : Oscar Lagomarsino
- Production : Néstor Gaffet, Producciónes Cinematográficas Ángel
- Pays de production :  Argentine
- Langue originale : Espagnol
- Durée : 84 minutes
- Date de sortie : 17 août 1960

## Distribution
- Alfredo Alcón : Ecuménico López
- Arturo García Buhr (es) : Alejo Garay
- Élida Gay Palmer (es) : Edelmira Carranza de Garay
- Lydia Lamaison : Doña Natividad
- Duilio Marzio : Clemente Ordoñez

## Commentaire
Un guapo del '900, pièce de théâtre de Samuel Eichenbaum, est une œuvre à dominante sociale. Leopoldo Torre Nilsson lui offre une inclination psychologique marquée. « Dans les films du réalisateur argentin la crise se situe au point privilégié où le monde réel est brutalement perçu dans sa contradiction avec le monde factice fabriqué par l'éducation », note Marcel Oms. Ecuménico idéalise le docteur Alejo Garay. Comme la jeune Ana (Elsa Daniel) de La Maison de l'ange (1957), « c'est un être sincère et le seul qui le soit. Il a fait de Garay un archétype en haut-de-forme dont la réputation doit rester sans tache. »
Le protagoniste principal du film c'est donc Ecuménico (Alfredo Alcón) et non Garay (Arturo García Buhr), « leader brillant et plein de morgue, mais timoré et velléitaire lorsqu'il rentre chez lui. » Bien qu'il sache décrire avec sévérité certains milieux de la bourgeoisie argentine, Torre Nilsson concentre son attention sur le caractère des personnages qu'il met en scène. Torre Nilsson nous dit d'Ecuménico : « sa pureté et son sens des valeurs ne pouvaient se réaliser sur le plan social (...) Il symbolise l'Argentin attiré par des dirigeants politiques messianiques qui contribuent à retarder une véritable prise de conscience. »
Un guapo del '900 avait déjà fait l'objet d'une adaptation cinématographique réalisée par Lucas Demare et sortie en 1952. Pratiquement vingt ans plus tard, l'acteur Lautaro Murúa donnera un nouveau remake de la pièce.